# Leptasthenura fuliginiceps
A Leptasthenura fuliginiceps a madarak (Aves) osztályának verébalakúak (Passeriformes) rendjébe és a fazekasmadár-félék (Furnariidae) családjába tartozó faj.

## Rendszerezése
A fajt Alcide d’Orbigny és Frédéric de Lafresnaye írták le 1824-ben, a Synallaxis nembe Synallaxis fuliginiceps néven.

## Alfajai
- Leptasthenura fuliginiceps fuliginiceps (Orbigny & Lafresnaye, 1837)
- Leptasthenura fuliginiceps paranensis P. L. Sclater, 1862[2]

## Előfordulása
Az Andokban, Argentína és Bolívia területén honos. Természetes élőhelyei a szubtrópusi és trópusi hegyi esőerdők és magaslati cserjések. Magassági vonuló.

## Megjelenése
Testhossza 16 centiméter, testtömege 9-13 gramm.

## Természetvédelmi helyzete
Az elterjedési területe nagyon nagy, egyedszáma pedig stabil. A Természetvédelmi Világszövetség Vörös listáján nem fenyegetett fajként szerepel.